# Bộ Chính trị Ban Chấp hành Trung ương Đảng Cộng sản Liên Xô
Bộ Chính trị Đảng Cộng sản Liên Xô (tiếng Nga: Политбюро ЦК КПСС), tên đầy đủ Bộ Chính trị Ban Chấp hành Trung ương Đảng Cộng sản Liên Xô (tiếng Nga: Политическое бюро ЦК КПСС) là cơ quan hoạch định chính sách cấp cao nhất của Đảng Cộng sản Liên Xô. Được thành lập tháng 10/1917 và tái lập tháng 3/1919 tại Đại hội lần thứ VIII của Đảng Bolshevik; sau đó Bộ Chính trị được đổi tên thành Đoàn Chủ tịch Ban Chấp hành Trung ương Đảng Cộng sản Liên Xô từ 1952-1966, hoạt động như hoạch định chính sách trung ương và cơ quan quản lý Đảng Cộng sản của Liên Xô. Bộ Chính trị tồn tại tới năm 1991 khi Liên Xô tan rã.

## Bối cảnh
Ngày 18/8/1917 Lenin thành lập cục chính trị với tên ban đầu là Thành phần hẹp, và sau 23/10/1917 là Cục Chính trị- cơ quan chỉ đạo cách mạng gồm 7 thành viên (Lenin, Trotsky, Zinoviev, Kamenev, Stalin, Sokolnikov, Bubnov), nhưng Cục Chính trị không tồn tại được lâu, Ủy ban Trung ương tiếp tục chức năng chính trị. Tuy nhiên, vì những lý do thực tiễn, chưa đủ 1/2 số thành viên tham dự cuộc họp Ủy ban Trung ương thường xuyên trong thời gian này, cho dù họ quyết định tất cả các vấn đề then chốt.
Đại hội Đảng lần thứ VIII năm 1919, chính thức hóa thực tiễn và tái lập cơ quan trung tâm quyền lực của Liên Xô. Yêu cầu Trung ương Đảng chỉ định ra 5 thành viên Bộ Chính trị để giải quyết các vấn đề then chốt, khẩn cấp trong thời gian Trung ương Đảng không họp hoặc vắng. Thành viên ban đầu gồm Lenin, Leon Trotsky, Joseph Stalin, Lev Kamenev và Nikolai Krestinsky.

## Quyền hạn và trách nhiệm

### Địa vị
Bộ Chính trị là cơ quan cao nhất của Đảng trong khi Đại hội và Ban chấp hành Trung ương không họp. Bộ Chính trị cùng Ban Bí thư và Cục Tổ chức (Orgburo), là 3 cơ quan thường trực của Đảng. Tổng Bí thư, lãnh đạo Đảng giữ vai trò mặc định là Chủ tịch Bộ Chính trị (tuy nhiên quy định không ấn định như vậy). 28 Bộ Chính trị đã được bầu trong thời gian tồn tại của Liên Xô.
Trên thực tế, Bộ chính trị hoạt động như ngành hành pháp của Đảng Cộng sản Liên Xô, và nó giải quyết de facto có hiệu lực của Luật. 

## Thành viên

### Bầu cử
Để trở thành Ủy viên Bộ Chính trị, một thành viên phải là Ủy viên Trung ương Đảng. Ban Chấp hành Trung ương Đảng chính thức bầu Bộ Chính trị sau khi Đại hội Đảng họp. Thành viên Ban Chấp hành Trung ương được trao xác định trước danh sách ứng cử viên cho Bộ chính trị (chỉ có một ứng cử viên cho mỗi ghế), vì lý do này bầu cử của Bộ chính trị thường được nhất trí.